# Kraton Kaapvaal

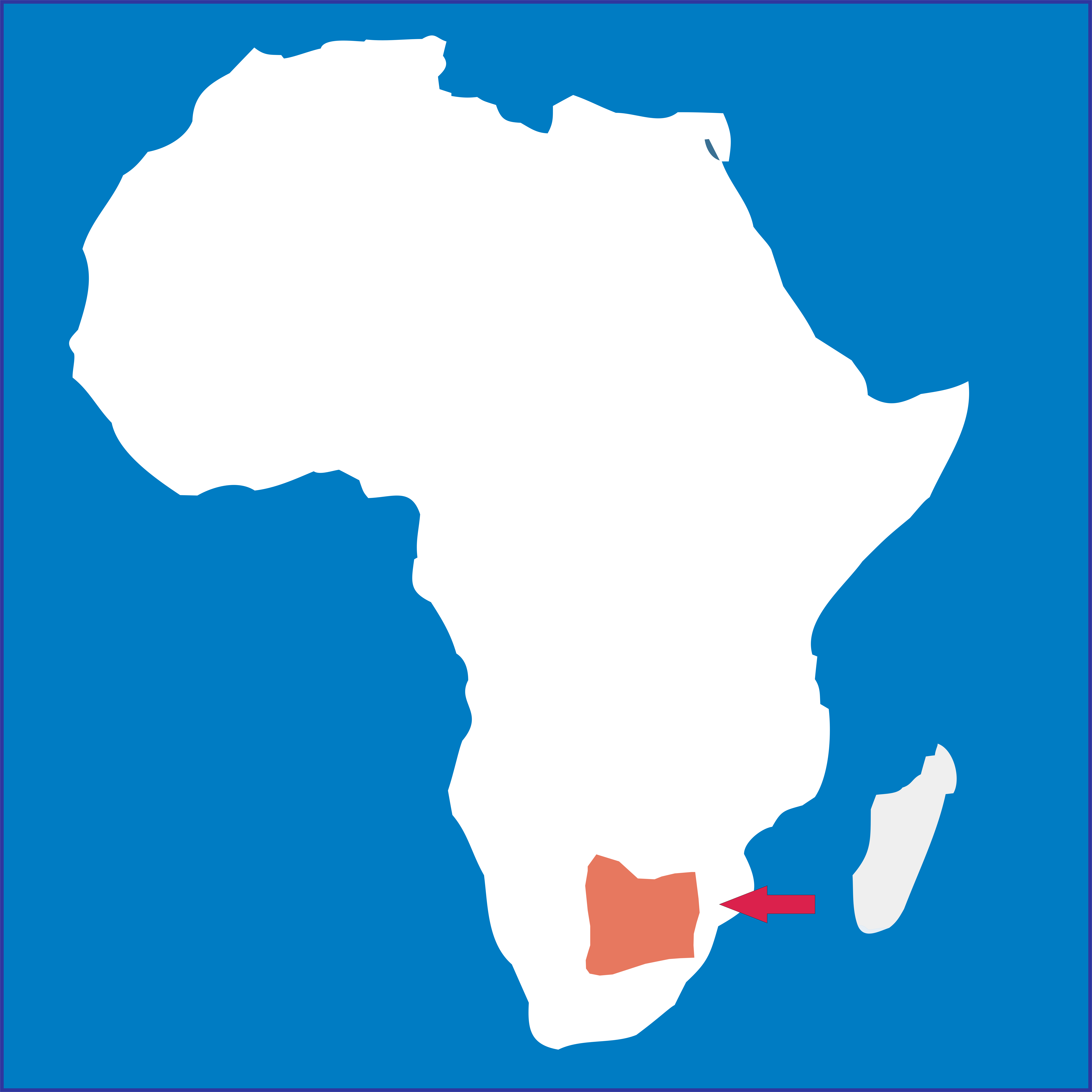
Kraton Kaapvaal na mapie Afryki

Kaapvaal – archaiczny kraton, umiejscowiony w południowej Afryce. Utworzył się on około 3,6 mld lat temu i jest on razem z kratonem Pilbara położonym na obszarze tarczy australijskiej – najstarszym zachowanym fragmentem skorupy kontynentalnej na Ziemi. Ok. 3,3 mld lat temu oba te kontynenty połączyły się, tworząc superkontynent Walbara.